# Pháp điển München

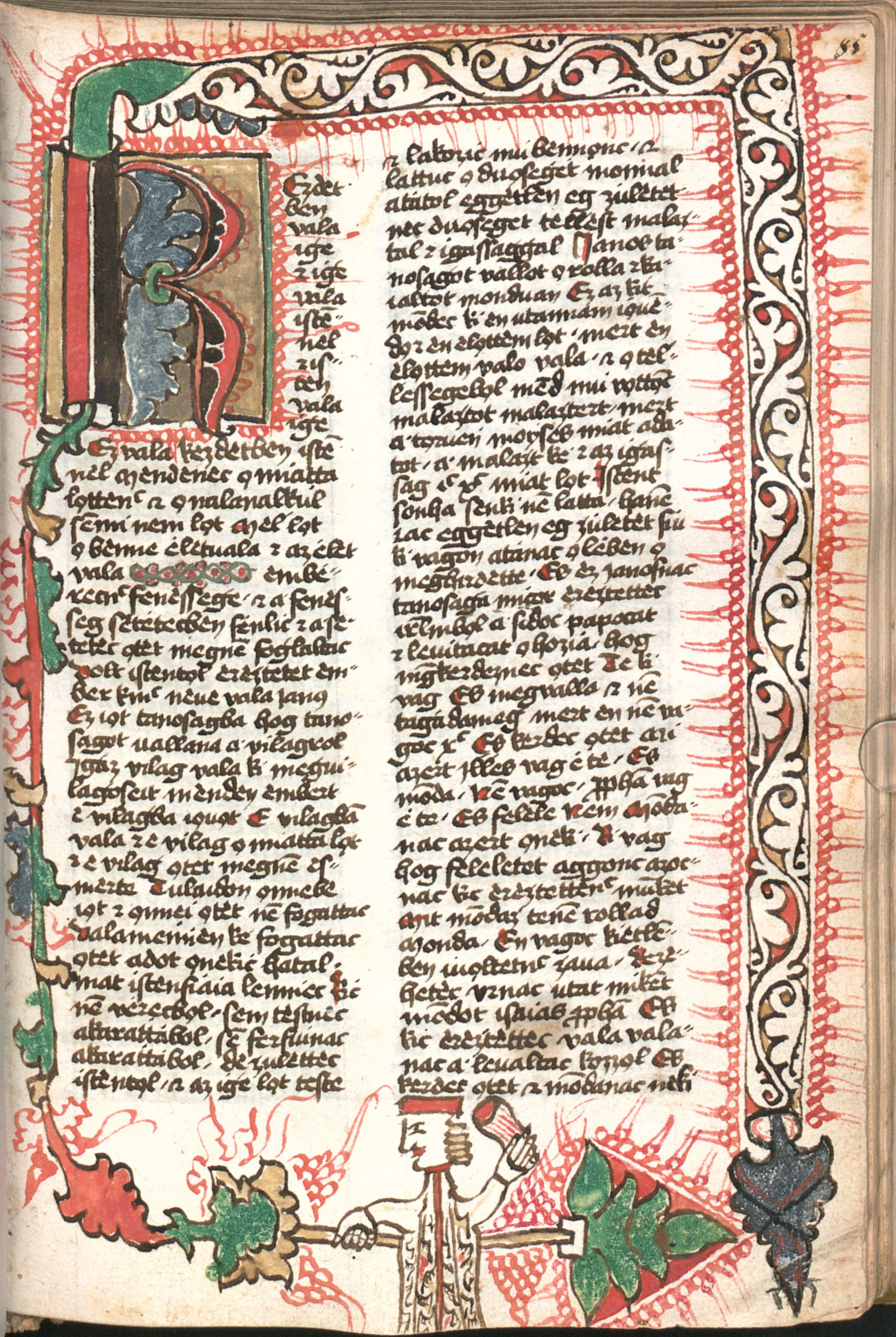
Một trang Pháp điển München.

Pháp điển München (tiếng Hungary: Müncheni-kódex) là một phần của bản dịch Kinh Thánh sang tiếng Hungary lâu đời nhất từng được biết có tên thông dụng là Thánh thư Hussite (Huszita biblia).

## Lịch sử
Tập Pháp điển München được viết tại thành Tatros (nay là đô thị Târgu Trotuș thuộc România) năm 1466 và này được bảo quản tại Thư viện Bang Bayern. Trứ tác này lưu lại bản dịch Hung ngữ những lời rời rạc của Phúc Âm và có thể đã gây ảnh hưởng nhất định cho phong trào của Jan Hus.